# Diketon
Diketon ili dion je molekul koji sadrži dve ketonske grupe. Najjednostavniji diketon je diacetil, takođe poznat kao 2,3-butandion. Diacetil, acetilaceton, i heksan-2,5-dion su primeri 1,2-, 1,3-, i 1,4-diketona, respektivno. Dimedon je primer cikličnog diketona.

## 1,2-Diketoni
Jedan važan član je biacetil, CH3C(O)C(O)CH3. Ta jedinjenja se često generišu putem dehidrogenacije diola:
RCH(OH)CH(OH)R   →  RC(O)C(O)R  +  2 H2
Distinktno svojstvo 1,2-diketona je dugačka C-C veza koja povezuje karbonilne grupe. Dužina te veze je oko 1.54 Å, u poređenju sa 1.45 Å za korespondirajuću vezu u 1,3-butadienu. Ovaj efekat se pripisuje repulziji između parcijalno pozitivnih naelektrisanja karbonilnih atoma ugljenika.
1,2-Diketoni se kondenzuju sa mnogim bifunkcionalnim nukleofilima, kao što su urea i tiourea da formiraju heterociklična jedinjenaj. Nakon kondenzacije sa aromatičnim aminima, oni se konvertuju u diketiminske ligande.

## 1,3-Diketoni
Jedan važan član je acetilaceton, CH3C(O)CH2C(O)CH3. Acetilaceton se industrijski priprema termalnim preuređenjem izopropenilacetata.
CH2(CH3)COC(O)Me  →   MeC(O)CH2C(O)Me
Tradicionalno se 1,3-diketoni pripremaju kondenzacijom ketona sa estrima.
1,3-Diketoni su skloni da poprimanju enolnog oblika usled konjugacije enola ili enolata sa drugim karbonilnim grupama, i stabilnosti zadobijene formiranjem šestočlanog prstena, (vodonično vezanog u slučaju enola ili u prisustvu kontra jona u slučaju enolata).
Poput drugih diketona, 1,3-diketoni su prekurzori mnoštva heterocikličnih jedinjenja. Hidrazin, na primer, se kondenzuje i formira pirazole. Konjugovana baza izvedena iz 1,3-ketona formira koordinacione komplekse. U DeMajo reakciji 1,3-diketoni reaguju sa alkenima u fotohemijskoj pericikličnoj reakciji i formiraju (supstituisane) 1,5-diketone.

## 1,4-Diketoni
Diketoni kod kojih dve metilenske grupe razdvajaju karbonilne grupe tipično koegzistiraju sa njihovim enolnim tautomerima. 1,4-Diketoni su korisni prekurzori heterocikličnih jedinjenja u Pal-Knorovoj sintezi, kojom se formiraju furani, piroli, i tiofeni.
Kondenzacija 1,4-diketona (i srodnih supstrata) sa hidrazinima formiraju se dihidropiridazini, koji se mogu konvertovati u piridazine.

## Drugi diketoni
Reakcije diketona u kojima su karbonilni centeri razdvojeni sa tri ili više metilenskih grupa su slične reakcijama jednostavnih ketona. Duži diketoni su generalno skloni intramolekularnim aldolnim kondenzacijama.